# Српска гимназија у Скопљу
Српска средња школа у Скопљу је основана 1894. у Турској царевини.
Гимназија у Скопљу је дочекала ослобођење 1912. и наставила рад у слободној држави.

## Историјат
Оснивање скопске пуне гимназије
Последња пуна српска гимназија основана за време турске владавине, која је прихватила просветну и националну улогу цариградске и солунске гимназије, која је дочекала ослобођење и наставила рад у слободној држави, јесте Скопска гимназија.
Њеном оснивању које је дошло 1894. претходила су озбиљна консултовања многих српских просветних фактора о томе: какав карактер треба она да има и на каквим основама да се изведе њена организација.
Школске 1892/93. године забележен је огроман бројни успех у српским основном школама скопског саџака и тетовског кајмаклука. Од 545 у претходној, број ђака се те године повећао на 1450. Овај успех дао је повода тадашњем српском конзулу Тодору Станковићу да стави на дневни ред отварања средње школе. У своме извештају од 26. септембра 1893. он каже: „Овакав повољан успех основних школа изазива неодољиву потребу да се овде у Скопљу почне помало заснивати и средња школа. Ми заводимо и отварамо основне школе, на њих доста трошимо па кад известан проценат ђака зажели више образовање ми не можемо да отворимо виша школска врата и такви наши ученици биће принуђени да потраже туђе школе, а то би нам шкодило много.”
У марту месецу 1894. конзул Станковић јавља да је „овдашња основна српска мушка и женска школа добила званичну дозволу како за основну тако и за гимназију. У дозволи се школа третира као „православна мушка и женска основна и гимназијска школа српског народа, поданика високе Отоманске царевине”. Саопштавајући ово решење турске управе, Станковић поново наглашава потребу некориштавања овог права јер „ако би остали само на земљишту основне наставе, онда би те наше школе биле припрема за бугарске гимназије”. „Према овоме − вели он даље − а и свима другим обзирима наше културне радње у Турској, оснивање наше гимназије у Скопљу једна је од првих потреба.” По његовом мишљењу школа би морала бити интернат.
Усвојивши ово гледиште српски меродавни носиоци просветне акције нису хтели приступити организовању гимназије без претходног свестраног проучавања овог питања. Затражено је мишљење ректора и наставничког савета призренске богословије и од директора цариградске гимназије.
У јуну исте године стигло је гледиште призренске богословије. По њеном схватању требало је у Скопљу основати Богословско-педагошку школу а у Призрену да остане само полугимназија која ће се звати „Ниже духовно педагошко училиште” са програмом класичне полугимназије. Ако се пак остане на томе да се у Скопљу оснује полугимназија онда Богословија сматра да она треба да буде интернат, да се одмах отворе три разреда а наставни програм да буде тако подешен „да се питоми срце и благодари душа па ма то било и на штету разума”.
Директор цариградске гимназије Милош Динић у свом опширном мишљењу истиче да се гимназија, пре свега, мора строго саобразити дозволи турских власти. И он је за интернат који би морао бити „бољи и угледнији но што су сличке установе наших такмаца у Скопљу”. Наставници би требало бити Шумадинци или ако то није могуће, Маћедонци који су школовани у Србији”.
После припрема након целог лета одлучено је да се оснује гимназија са интернатом који ће прве године имати само I разред. У октобру 1894. ђаци се прикупљају и смештају по приватним становима. Намера оснивача у Скопљу била је да се отварање гимназије изведе без хуке како би се избегло постављање питања о издржавању интерната. Београд се томе одлучно противи. Ако већ имамо дозволу за рад онда српска гимназија у Скопљу мора да буде „Манифестација наше народности у Косовском вилајету, један доказ више да наше народности у том крају има у већој мери.” Гимназија је почела рад 7. новембра 1894. са 28 питомца у интернату.
Српска гимназија у Скопљу почела је снажно да напредује. За прве четири године основано је 4 разреда а број ђака се попео на 178. Преко лета 1898. на конференцији свих директора средњих школа у Турској, односно у Београду, да уз скопску нижу гимназију буде и учитељска школа. Школске 1899/1900. године отворени су одједанпут пети и шести разред. Али то више нису били чисто гимназијски разреди. Наставни програм је био подешен тако „да спреми и оспособи ђаке за будуће народне учитеље у српским народним основним школама у Отоманској империји”.
Положај гимназије био је тежак
Положај скопске гимназије био је врло тежак. Из извештаја за школску 1900/1901. годину сазнајемо да је „њен опстанак зависио од једног потеза пера меарифа”. Школа је по дозволи имала право на 4 разреда а имала их је седам. „Сви неодобрени разреди морају се крити од очију и ушију надлежних власти.” Наставници нису признавани а уџбеници за више разреде нису одобравани већ спаљивани. Ђаци нису смели чак ни прибелешке на предавањима да хватају.
Али упркос тешких прилика гимназија и даље успешно ради. Само њен карактер је још дуго времена неодређен. Са ње се могло ићи и на Универзитет и добити место народног учитеља. Године 1903. у школи се врши диференцирање наставног програма. Гимназија остаје нижа са 4 разреда а установљава се учитељска школа са другим разредом с тим да ускоро добије I и III као завршни разред. Ова ситуација остаје све до 1909. године. После укидања Солунске гимназије и преласка њених ђака у Скопље, скопска гимназија одједанпут постаје пуна гимназија са 7 разреда. Али већ идуће она већ добија осми разред а учитељска школа се пење на четири године. Пред Балкански рат скопска гимназија је била једина и то пуна гимназија Српска гимназија у турском царству.
Све српске гимназије у Отоманској империји имале су поред просветног и еминентан национално-политички значај. Њиховим оснивањем у разним крајевима царства потврђено је да је српски народ још увек доминантан у Повардарју.
Иако је српска општа просветна акција од 1889−1903. године задала пресудан утицај егзархијској денационализаторској пропаганди у Јужној Србији, скопске гимназије су створиле солидан кадар српске више интелигенције која је проширила и пробудила српску националну мисао у Повардарју и припремила српске масе за велике догађаје који су се, после великих жртава, одиграли 1912−1918. године.
Српска грубишно-пољска омладина је уместо светосавске беседе организовала забавно вече са игранком 3.(16.) фебруара 1908. године у просторијама хотела Чоп. Приход је био намењен изгорелој Скопској гимназији.

## Списак директора српске гимназије у Скопљу
- Сима С. Поповић (1894–1895)
- Илија Вучетић (1895–1896)
- Иларион Весић (1896–1897)
- Коста Ф. Ковачевић (1897–1899)
- Радослав Агатоновић (1899–1901)
- Милан Гајић (1901−1902)
- Михаило Марковић (1902−1903)
- Светозар Томић (1903−1904)
- Стева Димитријевић (1904−1905)
- Илија Вучетић, з. директора (1905–1906)
- Лука Лазаревић (1906−1908)
- Никола Ђ. Николић (1908–1909)
- Никола Ракић (1909–1910)
- Драгомир Обрадовић (1910–1911)
- Алекса Станишић (1911–1912)[4]

- Стојан Зафировић[5]